# Dyckia marnier-lapostollei
Dyckia marnier-lapostollei är en gräsväxtart som beskrevs av Lyman Bradford Smith. Dyckia marnier-lapostollei ingår i släktet Dyckia och familjen Bromeliaceae.

## Underarter
Arten delas in i följande underarter:
- D. m. estevesii
- D. m. marnier-lapostollei